# 市川いずみ
市川 いずみ（いちかわ いずみ、1988年1月19日 - ）は、日本のフリーアナウンサー。
京都府の出身で、2010年4月から2015年1月までは、冨田 和（とみた いずみ）という名義で、山口朝日放送（yab）にアナウンサーとして勤務していた。退社後は、オフィスキイワードに所属のフリーアナウンサーとして活動するかたわら、2016年から野球関連のコラムニスト、2019年からピラティスのインストラクターとしても活動している。
フリーアナウンサーとしては、2020年度まで地元の関西地方を拠点に活動していた。早稲田大学大学院のスポーツ科学研究科（スポーツ医学専攻）へ進学した2021年度からは、活動の拠点を東京へ本格的に移している。2023年3月に同研究科を修了。

## 来歴
血液型はA型で、京都女子高等学校から関西大学 へ進学した。中学生時代にはソフトボール部に所属。「1番・二塁手」の左打者として、全国大会に2度出場した。
大学卒業後の2010年4月に、アナウンサーとして山口朝日放送に入社した。在職中には、全国高等学校野球選手権山口大会のテレビ中継で実況を担当。2013年には、第95回全国高等学校野球選手権山口大会準々決勝・高川学園対下関商業戦の実況で、第12回ANNアナウンサー賞最優秀新人賞（スポーツ実況部門新人賞）を受賞した。
2014年末に『藤本敦士のDASH宣言!』（毎日放送の2014年度ナイターオフ番組）の「DASHアシスタントオーディション」に現所属事務所・現芸名を名乗って参加。グランプリへ選ばれたことを機に、2015年1月3日放送分から同番組のアシスタントに起用された。
2015年1月15日付で山口朝日放送を退社。フリーアナウンサー として、日本プロ野球（NPB）・阪神タイガースの春季キャンプ期間中に『トラツボ』（GAORAのキャンプ情報番組）でリポーター、プロ野球シーズン中に『MBSベースボールパーク』（毎日放送のプロ野球中継）のスタジオアシスタント兼リポーターを務めた。第87回選抜高等学校野球大会の期間中には、毎日放送のテレビおよびラジオの大会ダイジェスト番組でMCを担当。9月28日から『おはようコールABC』（朝日放送→朝日放送テレビ）月 - 水曜日のニュースキャスターに起用されるなど、複数の情報番組にレギュラーで出演していた（詳細後述）。
2020年4月からは、『ワースポ×MLB（土曜）』『ワースポ×MLBサンデー（日曜）』（NHK BS1）のキャスターを担当。オフィスキイワードの大阪事務所に籍を置きながら、同番組を担当するたびに大阪から上京していたため、在阪局制作番組（『MBSベースボールパーク』など）へのレギュラー出演も平日を中心に続けていた。
その一方で、ピラティスインストラクターの資格を取得した2019年から、上記の活動と並行しながらピラティスのオンラインレッスンなどを実施。2021年4月からは、スポーツの現場にピラティスを応用する可能性を追求する目的で、早稲田大学大学院のスポーツ科学研究科（スポーツ医学専攻）へ進学した。このため、関西地方の放送局が制作する番組へのレギュラー出演を同年3月で終了。4月以降は、『ワースポ×MLB』への出演を続けつつ、研究を優先する目的で活動の拠点を東京へ移している。
なお、早稲田大学大学院への在学中もオフィスキイワードに籍を置いているが、所属先を大阪事務所から東京事務所へ変更。大学院では、早稲田大学野球部の協力を得ながら、ピラティスによる傷害（主に腰痛）の予防効果や野球の動態解析などを研究していた。2022年からは、ピラティスインストラクターとして阪神タイガースの春季二軍キャンプへ招聘。フリーアナウンサーへの転身後から取材してきた選手たちの故障を防ぐ目的で、柔軟性や可動域を広げるトレーニングメニューを指導している。
2023年3月に早稲田大学の大学院を修了してからは、関西地方の民放局が制作する番組への出演を本格的に再開。2023年度には、『Kyobiz』（地元局に当たるKBS京都テレビの経済情報番組）でリポーターを務めた一方で、『MBSベースボールパーク』にもプロ野球のオフシーズンに日曜版（「我らMラジ・トライヨンズ」）へ「（架空のプロ野球球団である『Mラジ・トライヨンズ』の）トレーナー兼スタジアムアナウンサー」という肩書で随時出演していた。
2024年には、自身初の著書『野球ピラティス』が5月28日にベースボール・マガジン社から発売。その一方で、同年に入ってから第一子（男児）を出産していたことを、6月27日にinstagramの個人アカウントで公表した。ちなみに、『MBSベースボールパーク』では、同年のプロ野球シーズンから市川がスタジオアシスタントへ復帰することをシーズンの開始時点で告知していた。実際には以上の事情から復帰は見送られたものの、本人は第一子の出産後に、育児と両立できる範囲で公の活動を再開している。

## 人物
プライベートで地方大会の試合を丸一日観戦したり、山口朝日放送のアナウンサー時代に高校野球検定に合格 したりするほどの高校野球ファン。2016年から週に数日ニュースキャスターを務める『おはようコールABC』でも、2016年の第98回全国高等学校野球選手権大会から、春の選抜大会（2017年のみ）・夏の選手権全国大会（2018年まで）期間中に「市川いずみの甲子園lover」（市川自身が注目する出場校の選手を1日1名ずつ紹介する企画）を午前5時台のスポーツコーナーで連日放送。本来はキャスターを担当しない曜日の生放送にも出演したほか、本番終了後には、スケジュールの合間を縫って甲子園球場で全国大会の試合を観戦していた。2019年からは、高校生時代に面識のあった選手の追跡を兼ねて、大学野球の試合も随時取材。『ワースポ×MLB』のキャスターとして全国向け番組へのレギュラー出演を始めた2020年度からは、取材の対象をMLB（アメリカ・メジャーリーグ）にも広げている。
サッカーも好きで、サッカー4級審判員の資格を保有。山口朝日放送アナウンサー時代の2014年には、当時JFLに加盟していたレノファ山口がJ3リーグへの昇格を決めた瞬間に立ち会った。その一方で、フリーアナウンサーへの転身後には、ピラティスインストラクター、アスリートフードマイスター、食育コンシェルジュのライセンスも相次いで取得している。
山口朝日放送からの退社直前に出場した「DASHアシスタントオーディション」では、ファイナリスト（6名）として、2015年12月27日開催のチャンピオンシップ大会（『藤本敦士のDASH宣言!』内で公開生放送）に出場。予選ラウンドAグループを勝ち抜くと、決勝ラウンドでBグループ勝者の関真由美（山口朝日放送およびフリーアナウンサーの先輩）を下して、グランプリに選ばれた。ちなみに、毎日放送では、2017年10月から『ちちんぷいぷい』（平日午後の情報番組）に「ぷいぷいリポーター」という肩書きで金曜日を中心にレギュラー出演。当初は野球と無関係の生中継を主に担当していたが、2018年の第100回全国高等学校野球選手権記念大会終了直後（8月下旬）からは高校野球関連の取材・スタジオ解説を随時、10月からは「私たちスルーできないっ!」（毎週金曜日に放送される女性目線のロケコーナー）の取材・スタジオ報告を隔週で任されていた。また、2017年から2020年までのNPBドラフト会議開催日（毎年10月の最終木曜日）には、毎日放送を代表して会議関連の生中継リポートを担当していた。
『おはようコールABC』と放送時間が重なる関係で『みんなの甲子園』への出演を見合わせた2016年以降は、選抜高等学校野球大会期間中に、「いっちーの球春胸キュン日記」（甲子園球場で観戦した試合・取材した出場校および高校野球全般に関するコラム）を『スポーツニッポン』（大阪本社発行版）向けに連日執筆。高校野球関連の雑誌にも、随時コメントを寄せている。2018年には、『スポーツニッポン』の大阪本社から「スポニチ高校野球応援隊長」に任命。3月からは、阪神タイガースを応援する著名人を代表する格好で、「阪神タイガース監督 市川いずみ」として「文春野球」（ペナントレース方式の人気投票と連動した『文春オンライン』上のコラム）の執筆陣に加わっている。
名前の和（いずみ）は、市川の地元・京都市に本社があるワコールの陸上競技部で長距離走・マラソン選手として活動していた真木和（1992年バルセロナオリンピック女子10000mおよび1996年アトランタオリンピック女子マラソン日本代表）に由来。物心が付いた頃には、野球より先に、同市内で実施される駅伝やマラソンを観戦していたという。2018年2月18日には、『ちちんぷいぷい』のレギュラー陣を代表して、出身地近辺の道路をコースに設定する京都マラソンへ桂吉弥と共に参加した。フルマラソンへの参加は（個人参加を含めても）自身2度目であったが、「『関西地方で活動する女性アナウンサーによるフルマラソンの最速記録が4時間17分台』と聞いているので、4時間15分以内に完走することで、『関西で一番足の速い女子アナ』と呼ばれたい」という目標を掲げた末に、4時間9分47秒というゴールタイムで完走を果たした。
フリーアナウンサー転身後の2015年から2021年までは、毎日放送グループのスポーツ関連番組向けのリポートを兼ねて、阪神の春季沖縄・秋季キャンプを毎年取材していた。もっとも、取材開始日や屋外練習の取材中に雨が降ることが多く、阪神球団や毎日放送の関係者からは「雨女」と呼ばれている。
好物はハンバーグ。instagramでは、「市川いずみ」名義のアカウントに加えて、「ハンバーグラム」（ハンバーグ料理店の紹介に特化したアカウント）を2019年から開設している。ちなみに、第一子出産の報告は、「市川いずみ」名義のアカウントで為されていた。
2021年4月から早稲田大学大学院へ進学することを決めたのは、ピラティスインストラクターの資格を取得したことに加えて、野球関連の取材を通じて「故障によって夢を諦める高校球児やプロ野球選手を少しでも減らすために、故障の予防につながるピラティスのメソッドをスポーツ医学の見地から探究したい」との思いへ至ったことによる。大学院への在学中は、2年後の修了を目標にピラティス関連の研究活動を優先する一方で、『ワースポ×MLB』への出演や「文春野球」でのコラムの執筆を継続。さらに、活動の拠点を東京へ本格的に移したことに伴って、東京六大学野球の取材・記事執筆を本格的に開始した。ただし、大学院の夏季休暇中には、進学前と同じく関西地方で高校野球関連の取材に奔走している。

## 出演番組

### フリーアナウンサーへの転身後

#### テレビ・ラジオ共通
- 毎日放送（MBSテレビ）・MBSラジオ（2020年度までは毎日放送のラジオ部門）制作の選抜高校野球大会ダイジェスト番組 - 2015年にMC（ナビゲーター）を担当。2016年以降は、MBSラジオで放送する大会関連の特別番組へ随時出演している。
  - みんなの甲子園（毎日放送）[15] - 『MBSベースボールパーク』アシスタントとの兼ね合いで、主に大会前半の放送に出演。
  - 春一番!センバツ甲子園（MBSラジオ） - 『みんなの甲子園』と並行しながら出演。

#### テレビ
- トラツボ（GAORA、2015年のみリポーターとして出演）[5]
- GAORAプロ野球中継（GAORA） - 2015年から一時、阪神戦中継のベンチリポーターを担当。
- かたらいプラザ（J：COM豊中）- 大阪府豊中市の広報番組
- かんさい情報ネットten.水曜日「Go!Go!若一調査隊」アシスタント（読売テレビ） - 2015年6月10日放送分から2016年まで出演[16]。
- おはようコールABC（朝日放送テレビ） - 2015年9月28日放送分から月 - 水曜日、2017年4月改編から火・水曜日、2018年10月改編から2020年10月1日まで火 - 木曜日のニュースキャスターを担当[注 12]。山口朝日放送と同じテレビ朝日系列局制作番組へのレギュラー出演は、フリーアナウンサー転身後初めてであった。
- 府議会Cafe京都（KBS京都テレビ）- 2015年9月27日から月1回のペースで放送されている京都府議会の広報番組で、2020年3月28日放送分まで進行役やインタビュアーを担当[17]。地元局のKBSでは、テレビ・ラジオを通じて初めてのレギュラー番組であった。
- 情報ビワイチ 滋賀創生ゼミナール（びわ湖放送、2016年10月 - 2017年3月） - ナビゲーター
- ワースポ×MLB［土曜・日曜版］（NHK BS1）‐ 2020年6月7日放送分から2021年度まで出演。同月のみ、もっぱら日曜版を担当していた。早稲田大学大学院への在学中も、この番組でのみレギュラー出演を続けた。
- 健康カプセル!ゲンキの時間（CBCテレビ制作・TBS系全国ネット、2023年3月12日） - ピラティスインストラクターとしてVTR出演。
- Kyobiz（KBS京都テレビ）- 早稲田大学の大学院を修了したことを機に、2023年4月からリポーターを担当。

以下はいずれも、毎日放送制作の番組。
- ちちんぷいぷい - 「ぷいぷいリポーター」という肩書で、2017年10月6日放送分から、金曜日を中心に生中継やロケでリポーターを担当。2018年8月下旬からは、「高校野球に詳しすぎる女」「球児本人からも保護者からも信頼が厚い」「球児の母」という触れ込みで、高校野球関連企画の生中継リポートやスタジオ進行を任されることもあった。同年10月から2019年3月までは、「ぷいぷいリポーター」と並行しながら、松本麻衣子（毎日放送アナウンサー）との隔週交代で「私たちスルーできないっ!」（金曜日のVTR取材コーナー）のリポーターも務めた[注 13]。同コーナーが終了した2019年4月からは、不定期の出演に移行する一方で、番組から派生したインフォマーシャルに登場。
- ミント! - 2019年4月の番組開始を機に、「特命取材班 チームF」（「私たちスルーできないっ!」の後継企画）の取材リポートを、松本との隔週交代で担当。金曜日にも、『ちちんぷいぷい』に続いて、特集企画のリポーターを務めていた。同年8月2日放送分で「チームF」が終了してからも、リポーターとして金曜日の出演を継続。『ちちんぷいぷい』と同様に、番組内のインフォマーシャルも随時担当していた。
- 痛快!明石家電視台 - 関西で活動する50人のフリーアナウンサーが一堂に会した2015年11月30日（毎日放送放送分）の「関西フリーアナウンサーのグチスペシャル」に、フリーアナウンサーの1人として出演。明石家さんまなどのレギュラー陣に対して、プロ野球選手に対する取材での「グチ（悩み）」を告白したところ、レギュラー陣からアドバイスを受けた末に番組グッズのトートバッグを贈られた。
- 全国高校ラグビー大会ハイライト - 2016年度（第96回大会）でナレーターを担当
- 三戸なつめのSONG STREET（2018年2月19日 - 2月22日）- 自身が参加した京都マラソン2018のダイジェスト番組（後述）のPRを兼ねて、ウィークリーゲストとして出演。
- 京都マラソン2018 京に吉あり　走って利あり（2018年2月25日） - 京都マラソン2018のダイジェスト番組

#### ラジオ
いずれも毎日放送（2021年度以降はMBSラジオ）制作の生放送番組
- 藤本敦士のDASH宣言![5] - フリーアナウンサー転身後初のレギュラー番組で、2015年1月3日放送分から最終回（3月21日）まで出演。リスナーからの公募などを経て、「イッチー（いっちー）」という愛称が付けられた。出演初日の放送では、本人による自己紹介を基に、番組スタッフやリスナーが当ページの内容を更新する企画「改めまして市川いずみ」が実施された[18]。
- MBSベースボールパーク
  - ナイターイン期間のプロ野球中継では、金・土・日曜日（2015 - 2017年）→ 土・日曜日（2018・2019年）→火 - 木曜日（2020年）のスタジオアシスタントを担当[19]。担当以外の曜日の阪神戦（主に火・水曜日に阪神甲子園球場・京セラドーム大阪で催される阪神ホームゲーム）中継で「情報リポーター（阪神側のベンチリポーター）」[19] を務めたり、『MBSベースボールパーク番外編　→　MBSベースボールパーク番外編　みんなでホームイン!』[20]『号外ますだスポーツ』（いずれも最初からナイトゲームが組まれていない日に放送される特別番組）に出演したりすることもあった。
    - スタジオアシスタントを担当する2020年の火 - 木曜日には、中継の後座番組としてナイターイン期間限定で編成される『市川いずみのベースボールパークEXトラ!』（山口朝日放送アナウンサー時代を含めても自身初の冠番組）のパーソナリティも兼務していた。

  - 2017年度から土・日曜日に放送されているナイターオフ版（2020年度は『MBSベースボールパーク　プレミアムチャンネル』）には、同年度のみ、阪神の春季・秋季キャンプ期間中にキャンプ地からの生中継や電話リポートで登場。2018年度には、土曜日の第2部『茶屋町 KEISUKE BAR』で、2018年12月15日放送分にスペシャルゲスト扱いで出演した。2019・2020年度には、「狩野恵輔のサンデー・キャッチャー」として放送された日曜版でアシスタントを担当。2020年度には、ラジオの生放送番組でありながら、ピラティスのインストラクターとして「市川いずみのピラティススタジオ」というコーナーも受け持っていた。
  - 「狩野恵輔のサンデー・キャッチャー」2020年度版の最終回（2021年3月21日放送分）で、『MBSベースボールパーク』関連の番組への出演を同月限りで完全に終了することや、翌4月から早稲田大学の大学院へ進学することを発表した[3]。放送上は、同月27日の『MBSベースボールパーク プレミアムチャンネル』土曜日第2部・第3部「市川バズミ・サイコーバズ山のバズルスポーツ記者」（事前収録企画）まで出演。
  - 早稲田大学大学院へ進学後（2020東京オリンピックの開催に伴うNPBレギュラーシーズン休止期間中）の2021年7月24日（土曜日）には、高校野球関連の取材で帰郷していたことから、『MBSベースボールパーク番外編』（当日のパーソナリティの1人が森本栄浩）の前半に急遽登場した。
- MBSベースボールパーク みんなでホームイン! （2015年度・2016年度のナイターオフ番組） 
  - 2015年度には水・金・日曜日、2016年度には水・金曜日のパーソナリティを担当。水曜日には、『おはようコールABC』に続いて登場していた。
  - 亀山つとむのスポーツマンデー!（2016年3月28日 - 2020年3月16日）　- メインパーソナリティ・亀山つとむ（毎日放送野球解説者）のアシスタントを務めたほか、2017年までは掛布雅之・阪神二軍監督（当時）への密着取材を随時担当。この縁で、掛布が二軍監督として最後に采配を振るった2017年9月28日のウエスタン・リーグ公式戦・対広島東洋カープ戦（甲子園球場）では、試合後の退任セレモニーで掛布へのインタビュアーを務めた（参考）[注 14]。2018年には、本編終了30分後の19:00から『MBSマンデースペシャル』内で随時放送されていた『亀スポ延長スペシャル　山田スタジアワー!』でも、山田スタジアムと共にパーソナリティを担当。
- MBSヨル隊「金村義明のええかげんにせぇ〜!」（2017年度以降のナイターオフ番組、パートナー） - 2015年度・2016年度に放送された『みんなでホームイン』シリーズに続いて、2018年度まで金村義明（毎日放送野球解説者）のパートナーを担当。
- 大畑大介の"ひょうご五国”へLET'Sトライ!（2019年4月7日 - 2021年3月28日、毎週日曜日21:00 - 21:30）
  - 事前収録番組であるため、放送上は、この番組の最終回でMBSラジオ制作番組へのレギュラー出演を終了。

### 山口朝日放送アナウンサー時代
※特記ない限り、山口朝日放送のローカル番組。
- Jチャンやまぐち[2] - キャスター[5]
- アサデス。九州山口（九州朝日放送ほかテレビ朝日系列九州・山口地区ブロックネット）[5]
- 瀬戸内リレー（瀬戸内海沿岸地域のテレビ朝日系列ブロックネットによる、情報コーナー） - 山口朝日放送担当リポーター[21] ※自身初の担当コーナー[8]
- 朝だ!生です旅サラダ（朝日放送制作・テレビ朝日系列全国ネット）[5]
- ナニコレ珍百景（テレビ朝日系列全国ネット）[5]
- パネルクイズ アタック25（朝日放送制作・テレビ朝日系列全国ネット） - 女性アナウンサー大会[5]
- 選挙ステーション（テレビ朝日系列全国ネット） - 山口朝日放送ローカルパートのリポーター[5]
- おもしろニュースグランプリ（テレビ朝日系列全国ネット）[5]
- yabニュース

スポーツ中継
- 高校野球中継
  - 全国高校野球選手権大会中継（朝日放送制作） - 第92回大会アルプスリポート[5]
  - きらり夏 全国高校野球選手権 山口大会[注 15]（山口朝日放送高校野球中継[5]） - 実況[5]（2012年より担当[8]）
- サッカーJFLレノファ山口FC戦中継 - ピッチリポート[5]（2014年[8]）
- マラソン・駅伝中継 - リポーター[5]

## 連載
フリーアナウンサーへの転身後に担当。
- 「いっちーの球春胸キュン日記」（『スポーツニッポン』大阪本社発行版、2016 - 2019年）
  - 選抜高等学校野球大会の期間中限定で執筆。2017年からは、大会の直前に発売される「センバツ特別号」でも注目選手の紹介記事を手掛けている。2018年からは、NPBドラフト会議の直前に発売される「ドラフト特集号」（いずれも大阪本社発行のタブロイド版）でも、関西地方の高校に在学中で注目度の高い指名候補選手へのインタビュー取材・記事執筆を担当。
- 「市川いずみの届け夏エール」（『スポーツニッポン』大阪本社発行版、2019年・2021 - 2023年）
  - 全国高等学校野球選手権大会の期間中限定で執筆。第102回全国高等学校野球選手権大会の中止（2020年）による中断を経て、早稲田大学大学院への在学・第103回全国高等学校野球選手権大会期間中（2021年）に再開していた。2024年は、第106回全国高等学校野球選手権大会の前に第一子を出産したことを受けて休載。
- 「文春野球」（『文春オンライン』、2018年3月 - ）
  - 「阪神タイガース監督　市川いずみ」という名義で執筆

## 著書
- 『野球ピラティス』（2024年5月28日、ベースボール・マガジン社、ISBN 978-4583116860）
  - 早稲田大学大学院での指導教官であった金岡恒治（スポーツ科学学術院教授）が監修。

## 関連書籍
- 岩崎夏海監修『最後のプレイボール 甲子園だけが高校野球ではない』（2014年、廣済堂出版、ISBN 978-4331518571） 
  - 山口朝日放送のアナウンサー時代に、「冨田和」名義で担当していた全国高等学校野球選手権山口大会テレビ中継での実況を紹介[注 16]。